# Familly
Familly és un antic municipi francès situat al departament de Calvados i a la regió de Normandia. L'any 2018 tenia 117 habitants. Des del 1r de gener de 2016 es va integrar en el municipi nou de Livarot-Pays-d'Auge com a municipi delegat. En reunir vint-i-dos antics municipis, el municipi nou és el més gros de tots els municipis nous de França.

## Demografia
El 2007 tenia 127 habitants. Hi havia 48 famílies i 63 habitatges: 47 habitatges principals, 13 segones residències i 3 desocupats. Tots els habitatges eren cases.
La població ha evolucionat segons el següent gràfic:
Habitants censats
Activitats econòmiques
El 2007 la població en edat de treballar era de 80 persones, 61 eren actives i 19 eren inactives. El 2007 hi havia una empresa industrial, una de construcció, una de transport i una llampista. L'any 2000 a Familly hi havia 10 explotacions agrícoles que conreaven un total de 276 hectàrees.